# Migliori prestazioni italiane allievi di atletica leggera
Le migliori prestazioni italiane allievi di atletica leggera costituiscono i primati stabiliti dagli atleti di nazionalità italiana (o "equiparati") della categoria allievi (a livello internazionale chiamata under 18 o anche youth) nelle specialità dell'atletica leggera riconosciute dalla Federazione Italiana di Atletica Leggera (FIDAL).
Seguendo le direttive internazionali della World Athletics in materia di nomenclatura, tutti i primati della categoria under 18 vengono ufficialmente denominati con il termine di "migliore prestazione" e non con quello, molto più comunemente usato, di "record".

## Outdoor

### Maschili
Statistiche aggiornate all'8 agosto 2025.
   Specialità ratificata dalla World Athletics per la categoria under 18.
| 80 m piani                                            | 8"68 (+1,8 m/s) | Daniele Orlando                                                            | Atletica Leggera Portici       | 17 marzo 2024     | Nocera Inferiore, Italia        |         |        |             |         |
| 80 m piani                                            | 8"6(m) | Alessio Falco                                                              | Atletica Mondovì               | 27 agosto 1998    | Domodossola, Italia             |         |        |             |         |
| 100 iarde                                             | 9"88 (−1,0 m/s) | Andrew Howe                                                                | Studentesca CA.RI.RI.          | 1º maggio 2002    | Mondovì, Italia                 |         |        |             |         |
| 100 m piani                                           | 10"33 (+0,6 m/s) | Filippo Tortu                                                              | Atletica Riccardi              | 17 maggio 2015    | Gavardo, Italia                 |         |        |             |         |
| 100 m piani                                           | 10"3(m) | Michele Lazazzera                                                          | Viscosud Bari                  | 11 luglio 1985    | Ascoli Piceno, Italia           |         |        |             |         |
| 150 m piani                                           | 15"76 (+1,4 m/s) | Mattia Furlani                                                             | Studentesca Rieti              | 24 aprile 2022    | Rieti, Italia                   |         |        |             |         |
| 150 m piani                                           | 15"76 (+1,5 m/s) | Eduardo Longobardi                                                         | Fiamme Gialle G. Simoni        | 12 maggio 2022    | Roma, Italia                    |         |        |             |         |
| 200 m piani                                           | 20"79 (+1,0 m/s) | Diego Nappi                                                                | A.L. Porto Torres              | 6 luglio 2024     | Molfetta, Italia                |         |        |             |         |
| 300 m piani                                           | 33"86 | Michele Rancan                                                             | Atletica Vicentina             | 9 settembre 2015  | Arzignano, Italia               |         |        |             |         |
| 400 m piani                                           | 46"85 | Lorenzo Benati                                                             | Atletica Roma Acquacetosa      | 7 luglio 2018     | Győr, Ungheria                  |         |        |             |         |
| 500 m piani                                           | 1'02"57 | Valerio Ciaramella                                                         | Studentesca Rieti              | 26 aprile 2025    | Rieti, Italia                   |         |        |             |         |
| 600 m piani                                           | 1'18"53 | Mattia De Rocchi                                                           | Forti e Liberi                 | 29 aprile 2023    | Milano, Italia                  |         |        |             |         |
| 800 m piani                                           | 1'47"92 | Umed Caraccio                                                              | Fiamme Gialle G. Simoni        | 18 giugno 2025    | Ancona, Italia                  |         |        |             |         |
| 1 000 m piani                                         | 2'23"1(m) | Mario Scapini                                                              | Pro Patria Milano              | 15 ottobre 2006   | Novara, Italia                  |         |        |             |         |
| 1 500 m piani                                         | 3'45"02 | Yeman Crippa                                                               | G.S. Valsugana Trentino        | 14 luglio 2013    | Donec'k, Ucraina                |         |        |             |         |
| Miglio                                                | 4'05"93 | Simone Valduga                                                             | U.S. Quercia Trentingrana      | 4 settembre 2021  | Milano, Italia                  |         |        |             |         |
| 2 000 m piani                                         | 5'24"6(m) | Francesco Ingargiola                                                       | ACLI Giovanni XXIII            | 3 agosto 1990     | Marsala, Italia                 |         |        |             |         |
| 3 000 m piani                                         | 8'03"71 | Stefano Mei                                                                | Carisp Spezia                  | 14 agosto 1980    | Viareggio, Italia               |         |        |             |         |
| 5 000 m piani                                         | 13'55"91 | Stefano Mei                                                                | Carisp Spezia                  | 26 giugno 1980    | Torino, Italia                  |         |        |             |         |
| 10 000 m piani                                        | 29'56"4(m) | Antonino Rapisarda                                                         | Sport Club Catania             | 18 aprile 1982    | Catania, Italia                 |         |        |             |         |
| 110 m ostacoli (91,4 cm)                              | 13"22 (+1,1 m/s) | Kyan Escalona                                                              | A.S.D. Kronos Roma             | 19 luglio 2024    | Banská Bystrica, Slovacchia     |         |        |             |         |
| 110 m ostacoli (100 cm)                               | 13"72 (+0,1 m/s) | Filippo Vedana                                                             | Atl. Lecco-Colombo Costr.      | 19 luglio 2024    | Meda, Italia                    |         |        |             |         |
| 110 m ostacoli (106,7 cm)                             | 14"40 (+1,2 m/s) | Kyan Escalona                                                              | A.S.D. Kronos Roma             | 11 maggio 2024    | Rieti, Italia                   |         |        |             |         |
| 200 m ostacoli                                        | 24"56 (−3,7 m/s) | Damiano Dentato                                                            | Studentesca Rieti              | 23 aprile 2021    | Rieti, Italia                   |         |        |             |         |
| 200 m ostacoli                                        | 23"8(m) | Luca Bortolaso                                                             | CUS Milano                     | 25 giugno 1998    | Voghera, Italia                 |         |        |             |         |
| 300 m ostacoli (84 cm)                                | 38"17 | Samuele Licata                                                             | A.S.D. Milone                  | 8 ottobre 2016    | Enna, Italia                    |         |        |             |         |
| 300 m ostacoli (91,4 cm)                              | 38"30 | Giuseppe Biondo                                                            | CUS Palermo                    | 12 settembre 2012 | Palermo, Italia                 |         |        |             |         |
| 400 m ostacoli (84 cm)                                | 50"01 | Diego Mancini                                                              | Studentesca Rieti              | 25 luglio 2025    | Skopje, Macedonia del Nord      |         |        |             |         |
| 400 m ostacoli (91,4 cm)                              | 51"49 | Diego Mancini                                                              | Studentesca Rieti              | 8 agosto 2025     | Tampere, Finlandia              |         |        |             |         |
| 2 000 m siepi                                         | 5'41"2(m) | Luciano Introini                                                           | Atl. Scandroglio Termozeta     | 1º luglio 1978    | Milano, Italia                  |         |        |             |         |
| 3 000 m siepi                                         | 8'43"18 | Yohanes Chiappinelli                                                       | UISP Atletica Siena            | 27 luglio 2014    | Eugene, Stati Uniti d'America   |         |        |             |         |
| Salto in alto                                         | 2,21 m | Roberto Cerri                                                              | U.S. Pont Donnas               | 23 luglio 1978    | Smirne, Turchia                 |         |        |             |         |
| Salto con l'asta                                      | 5,15 m | Ivan De Angelis                                                            | Fiamme Gialle G. Simoni        | 27 giugno 2018    | Foggia, Italia                  |         |        |             |         |
| Salto con l'asta                                      | 5,15 m | Simone Di Cerbo                                                            | A.S.D. Enterprise S&S          | 27 giugno 2018    | Foggia, Italia                  |         |        |             |         |
| Salto in lungo                                        | 8,04 m (+1,8 m/s) | Mattia Furlani                                                             | Studentesca Rieti              | 5 luglio 2022     | Gerusalemme, Israele            |         |        |             |         |
| Salto triplo                                          | 16,27 m (−1,7 m/s) | Andrew Howe                                                                | Studentesca CA.RI.RI.          | 30 maggio 2002    | Caen, Francia                   |         |        |             |         |
| Getto del peso (5 kg)                                 | 20,94 m | Carmelo Musci                                                              | Aden Exprivia Molfetta         | 24 agosto 2018    | Molfetta, Italia                |         |        |             |         |
| Getto del peso (6 kg)                                 | 18,71 m | Daniele Secci                                                              | Fiamme Gialle G. Simoni        | 26 ottobre 2009   | Rieti, Italia                   |         |        |             |         |
| Getto del peso (7,26 kg)                              | 17,29 m | Carmelo Musci                                                              | Aden Exprivia Molfetta         | 24 giugno 2018    | Bergamo, Italia                 |         |        |             |         |
| Lancio del disco (1,5 kg)                             | 63,53 m | Carmelo Musci                                                              | Aden Exprivia Molfetta         | 12 maggio 2018    | Bari, Italia                    |         |        |             |         |
| Lancio del disco (1,75 kg)                            | 54,60 m | Eduardo Albertazzi                                                         | A.S.A. Ascoli Piceno           | 24 aprile 2008    | Ascoli Piceno, Italia           |         |        |             |         |
| Lancio del disco (2 kg)                               | 51,86 m | Eduardo Albertazzi                                                         | A.S.A. Ascoli Piceno           | 25 ottobre 2008   | Ascoli Piceno, Italia           |         |        |             |         |
| Lancio del martello (5 kg)                            | 77,53 m | Giorgio Olivieri                                                           | Team Atletica Marche           | 1º ottobre 2017   | S. Benedetto del Tronto, Italia |         |        |             |         |
| Lancio del martello (6 kg)                            | 70,00 m | Nicola Sundas                                                              | Atletica Cagliari              | 29 settembre 1985 | Cagliari, Italia                |         |        |             |         |
| Lancio del martello (7,26 kg)                         | 64,60 m | Giovanni Zichichi                                                          | Polisportiva Palermo           | 22 agosto 1981    | Catania, Italia                 |         |        |             |         |
| Lancio del giavellotto (700 g)                        | 76,04 m | Pietro Villa                                                               | A.S.D. Kronos Roma             | 20 luglio 2024    | Banská Bystrica, Slovacchia     |         |        |             |         |
| Lancio del giavellotto (800 g)                        | 69,63 m | Antonio Di Palma                                                           | Ideatletica Aurora             | 9 febbraio 2025   | Pescara, Italia                 |         |        |             |         |
| Decathlon (under 18)                                  | 7 605 p. | Matteo Sorci                                                               | Atletica Perugia Team          | 26 luglio 2025    | Skopje, Macedonia del Nord      |         |        |             |         |
| Decathlon (under 18)                                  | \| 100 m (v.) \| Lungo (v.) \| Peso \| Alto \| 400 m \| 110 m hs (v.) \| Disco \| Asta \| Giavellotto \| 1500 m \| \| ---------------- \| ----------------- \| ------- \| ------ \| ----- \| ---------------- \| ------- \| ------ \| ----------- \| ------- \| \| 11"06 (+0,2 m/s) \| 7,00 m (+0,5 m/s) \| 13,08 m \| 2,00 m \| 48"15 \| 14"60 (+0,7 m/s) \| 44,47 m \| 4,50 m \| 45,71 m \| 4'48"57 \| |                                                                            |                                |                   |                                 |         |        |             |         |
| Marcia 3 000 m (pista)                                | 12'08"1(m) | Giorgio Rubino                                                             | Fiamme Gialle                  | 11 ottobre 2003   | Roma, Italia                    |         |        |             |         |
| Marcia 5 000 m (pista)                                | 19'59"28 | Nicolò Vidal                                                               | PBM Bovisio Masciago           | 25 maggio 2025    | Bressanone, Italia              |         |        |             |         |
| Marcia 10 000 m (pista)                               | 41'36"11 | Alessio Coppola                                                            | Trieste Atletica               | 30 agosto 2024    | Lima, Perù                      |         |        |             |         |
| Marcia 10 km (strada)                                 | 41'22" | Nicolò Vidal                                                               | PBM Bovisio Masciago           | 18 maggio 2025    | Poděbrady, Repubblica Ceca      |         |        |             |         |
| Marcia 20 km (strada)                                 | 1h30'41" | Walter Arena                                                               | Libertas Catania               | 1º novembre 1981  | Roma, Italia                    |         |        |             |         |
| Staffetta 4×100 m (Nazionale)                         | 40"90 | Francis Pala Francesco Pagliarini Daniele Orlando Leo Domenis              | Italia (Squadra nazionale)     | 18 maggio 2024    | Roma, Italia                    |         |        |             |         |
| Staffetta 4×100 m (Club)                              | 40"95 | Mattia Silvestrelli Leonardo Montagnoli Cristian Marini Eduardo Longobardi | Fiamme Gialle G. Simoni        | 18 giugno 2022    | Milano, Italia                  |         |        |             |         |
| Staffetta 4×200 m (Nazionale)                         | 1'29"3(m) | Orlandi Ciravolo Rosa Ragno                                                | Italia (Squadra nazionale)     | 27 agosto 1988    | Formia, Italia                  |         |        |             |         |
| Staffetta 4×400 m (Nazionale)                         | 3'13"58 | Vito Incantalupo Michele Tricca Davide Re Marco Lorenzi                    | Italia (Squadra nazionale)     | 10 luglio 2010    | Pergine Valsugana, Italia       |         |        |             |         |
| Staffetta 4×400 m (Club)                              | 3'18"4(m) | Marchioretto Cella Tarallo Bassignana                                      | FIAT Torino                    | 30 giugno 1976    | Torino, Italia                  |         |        |             |         |
| Staffetta svedese (100 + 200 + 300 + 400) (Nazionale) | 1'52"02 | Fabrizio Caporusso Daniele Inzoli Tommaso Carfagna Daniele Salemi          | Italia (Squadra nazionale U18) | 21 luglio 2024    | Banská Bystrica, Slovacchia     |         |        |             |         |
| Staffetta svedese (100 + 200 + 300 + 400) (Club)      | 1'56"30 | Leonardo Pratali Dario Stanghellini Diego Mancini Valerio Ciaramella       | Studentesca Rieti              | 27 aprile 2025    | Rieti, Italia                   |         |        |             |         |
| Staffetta 4×800 m (Club)                              | 7'54"4(m) | Gianmarco Scaldini Marco Zamboni Pietro Gazzi Lorenzo Casini               | Atletica Firenze Marathon      | 15 luglio 2014    | Firenze, Italia                 |         |        |             |         |
| Staffetta 4×1 miglio (Club)                           | 18'05"2(m) | Mazzoni Iannello Vitolo Fares                                              | Fiamme Gialle                  | 15 maggio 1988    | Ostia, Italia                   |         |        |             |         |
| 100 m (v.)                                            | Lungo (v.) | Peso                                                                       | Alto                           | 400 m             | 110 m hs (v.)                   | Disco   | Asta   | Giavellotto | 1500 m  |
| 11"06 (+0,2 m/s)                                      | 7,00 m (+0,5 m/s) | 13,08 m                                                                    | 2,00 m                         | 48"15             | 14"60 (+0,7 m/s)                | 44,47 m | 4,50 m | 45,71 m     | 4'48"57 |

### Femminili
Statistiche aggiornate al 28 luglio 2025.
   Specialità ratificata dalla World Athletics per la categoria under 18.
| 100 m hs (v.)    | Alto   | Peso    | 200 m (v.)       | Lungo (v.)        | Giavellotto | 800 m   |
| ---------------- | ------ | ------- | ---------------- | ----------------- | ----------- | ------- |
| 14"55 (+0,3 m/s) | 1,72 m | 12,53 m | 26"59 (−2,3 m/s) | 5,78 m (+2,4 m/s) | 40,66 m     | 2'23"33 |

| 100 m hs (v.) | Alto   | Peso    | 200 m (v.) | Lungo (v.) | Giavellotto | 800 m   |
| ------------- | ------ | ------- | ---------- | ---------- | ----------- | ------- |
| 14"59         | 1,63 m | 11,75 m | 25"82      | 6,20 m     | 38,82 m     | 2'20"78 |

### Misti
Statistiche aggiornate al 28 luglio 2025.
   Specialità ratificata dalla World Athletics per la categoria under 18.
| Specialità                    | Prestazione | Atleta                                                             | Società                        | Data           | Luogo                      |
| ----------------------------- | ----------- | ------------------------------------------------------------------ | ------------------------------ | -------------- | -------------------------- |
| Staffetta 4×400 m (Nazionale) | 3'23"02     | Juan Jose Caggia Caterina Caligiana Diego Mancini Laura Frattaroli | Italia (Squadra nazionale U18) | 23 luglio 2025 | Skopje, Macedonia del Nord |

## Indoor

### Maschili
Statistiche aggiornate al 28 luglio 2025.
   Specialità inclusa nei campionati italiani FIDAL di categoria.
| 60 m hs (91,4 cm) 8"09 | Lungo 7,14 m | Peso (5 kg) 12,69 m | Alto 1,98 m | 1000 m 2'57"41 |

| 60 m hs (91,4 cm) 8"39 | Alto 1,80 m | Peso (5 kg) 12,20 m | Asta 3,80 m | 1000 m 2'54"60 |

### Femminili
Statistiche aggiornate al 28 luglio 2025.
   Specialità inclusa nei campionati italiani FIDAL di categoria.
| 60 m hs (76,2 cm) 8"44 | Alto 1,49 m | Peso (3 kg) 10,65 m | Lungo 6,15 m | 400 m 57"20 |

| 60 m hs (76,2 cm) 9"01 | Peso (3 kg) 12,91 m | Alto 1,66 m | 400 m 1'01"35 |

| 60 m hs (76,2 cm) 8"82 | Peso (4 kg) 9,26 m | Alto 1,63 m | 400 m 1'00"15 |